# George Elmer Browne

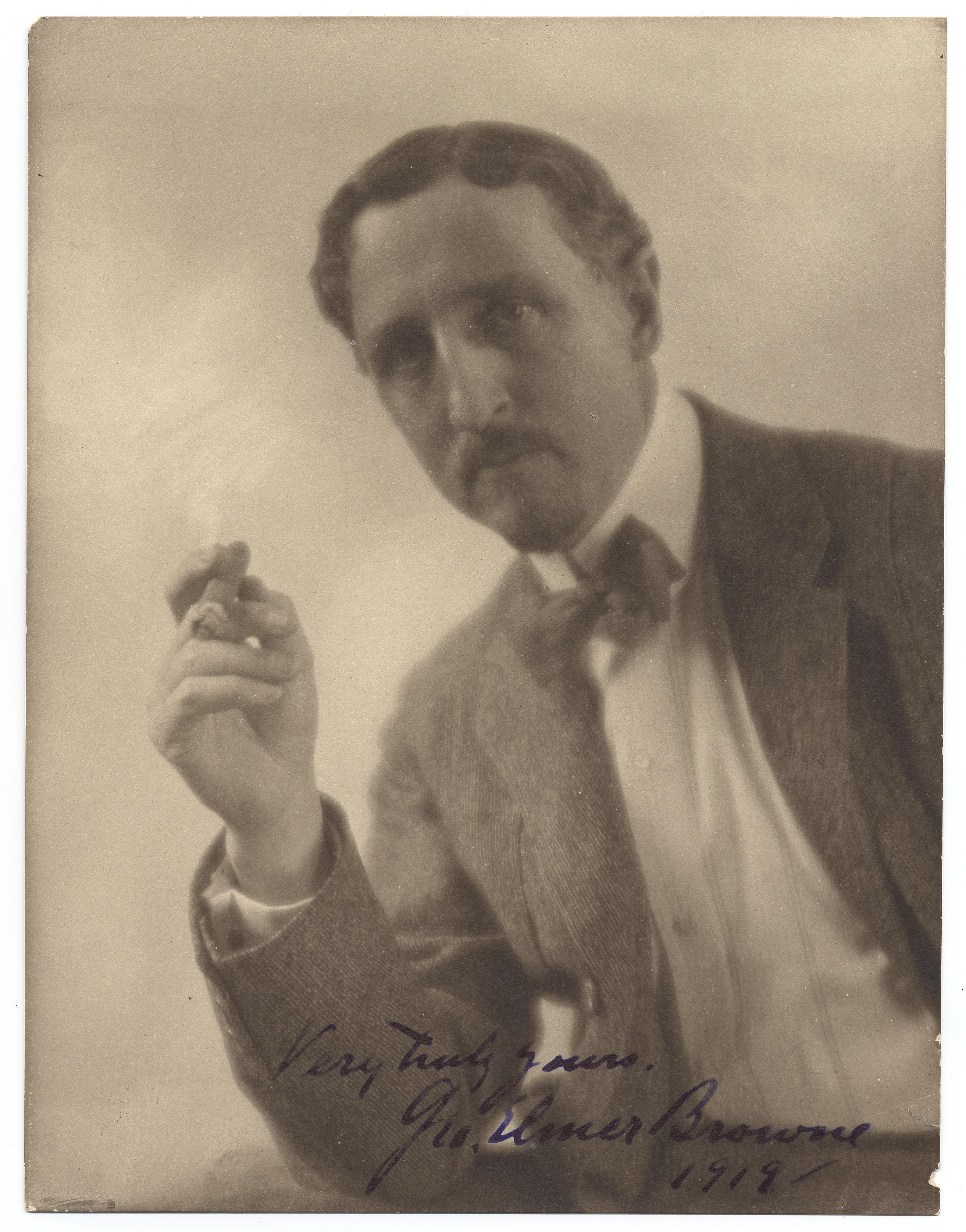
Porträt von George Elmer Browne, 1919

George Elmer Browne (* 6. Mai 1871 in Gloucester; † 13. Juli 1946 in Provincetown) war ein amerikanischer Maler und Grafiker.

## Biographisches
George Elmer Browne studierte zunächst in Boston an der Kunstschule des Museum of Fine Arts bei Frank Weston Benson und Edmund Tarbell sowie an der Cowles Art School. Später war er ein Schüler der Maler Jules Lefebvre und Tony Robert-Fleury an der Académie Julian in Paris. Ab 1904 stellte er im Salon der Société des Artistes Français aus. Er wohnte in Paris, New York und Provincetown, wo er an der West End School unterrichtete. Von 1935 bis 1937 war er Clubpräsident des Salmagundi Clubs.
Seine Werke umfassen See- und Landschaftsbilder in der Art der Schule von Barbizon sowie Porträts und Szenen aus dem Leben von Fischern und Bauern. Seine späteren Werke sind von der Stilrichtung des Impressionismus geprägt.
Der Maler Harold Putnam Browne (1894–1931) war sein Sohn.

## Werke (Auswahl)

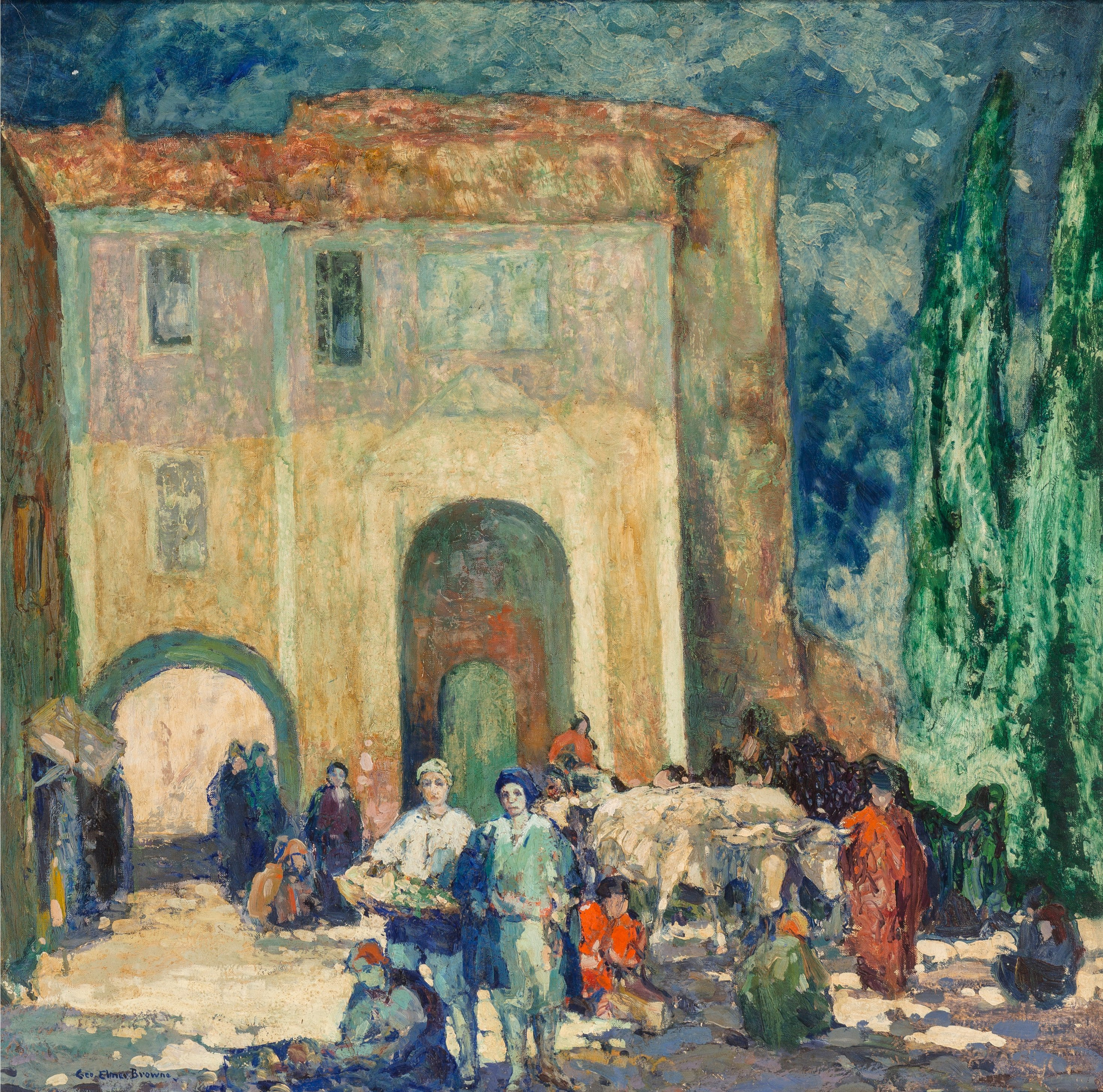
In the village
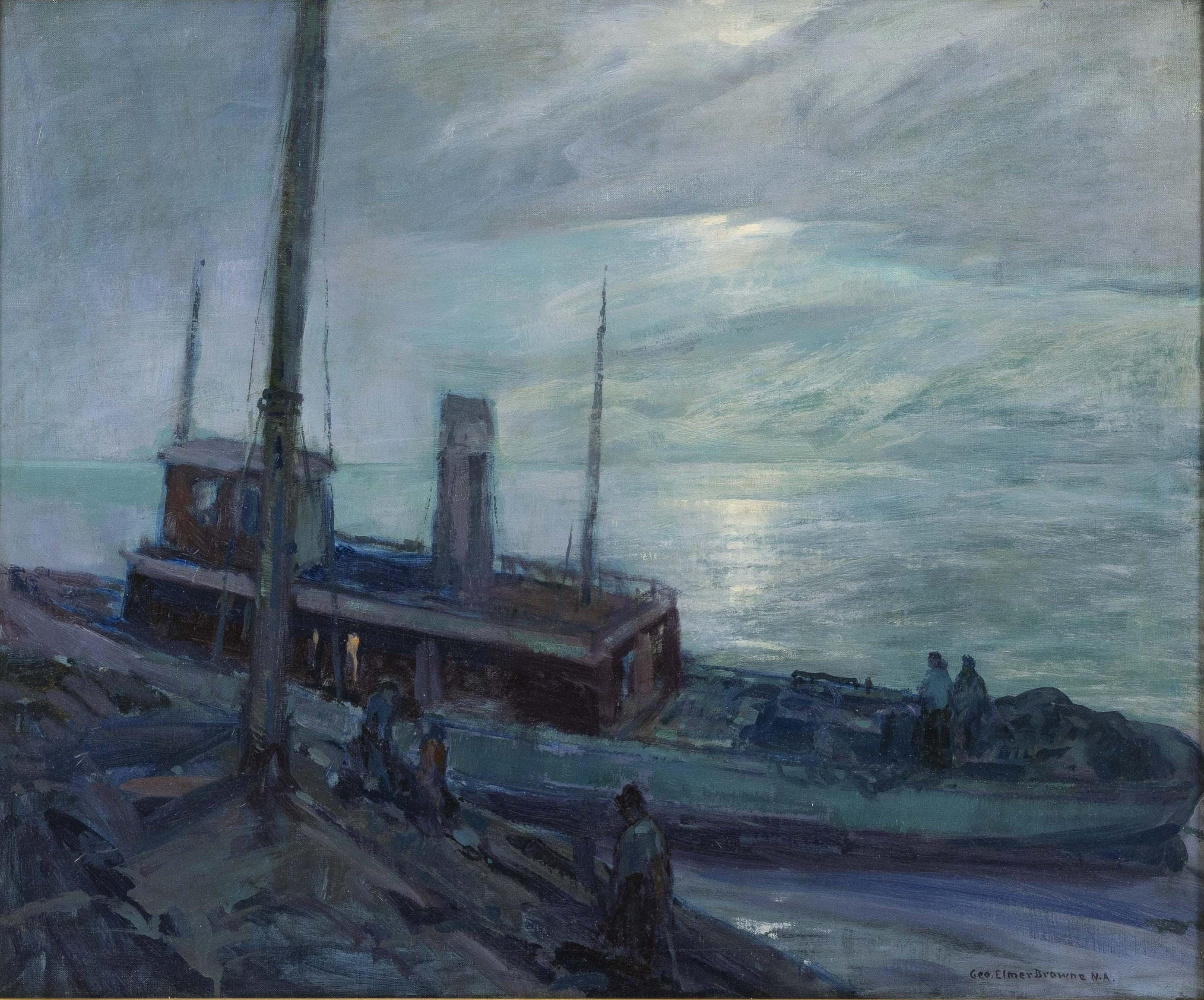
Marine Nocturne
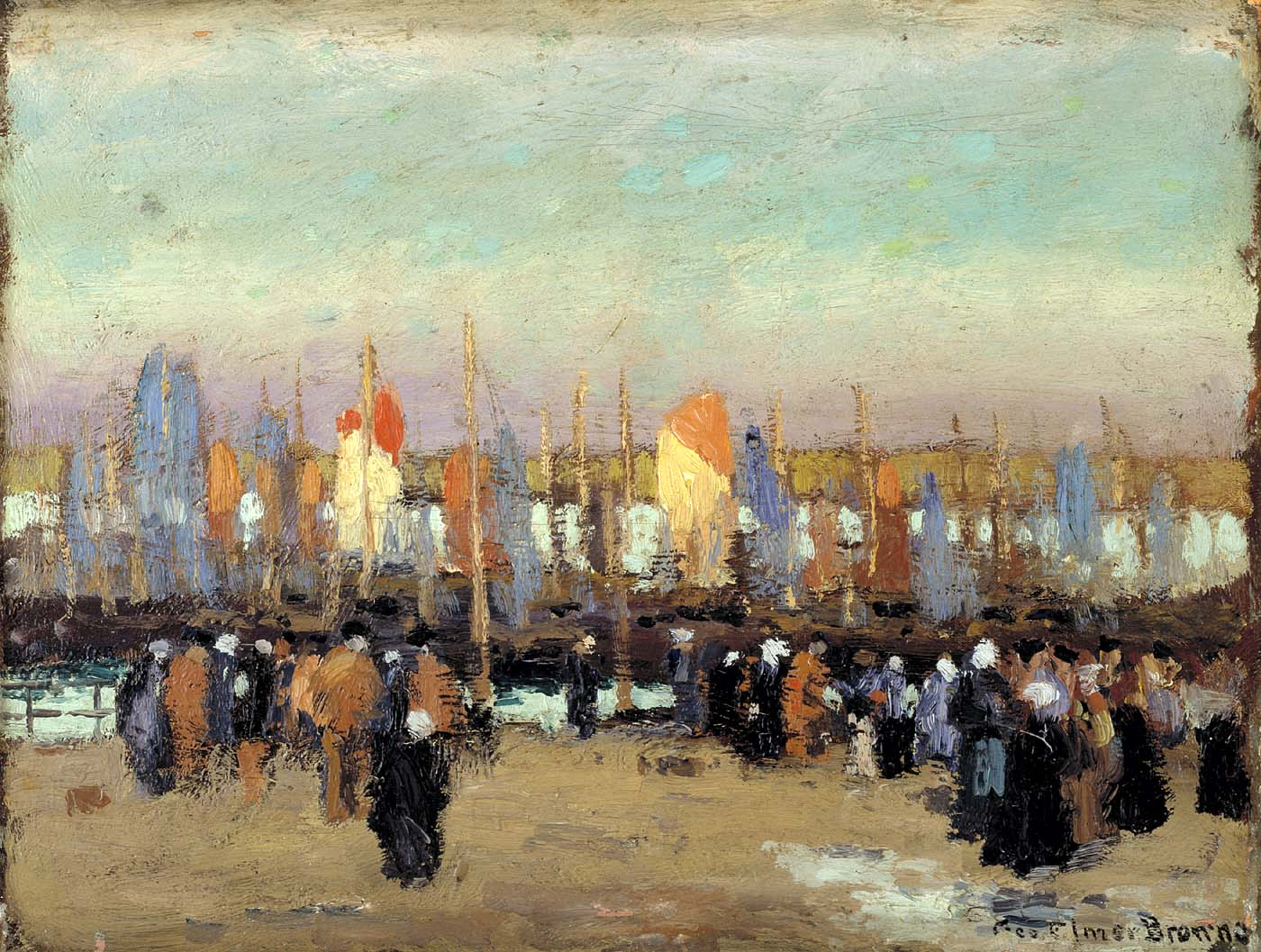
Harbour Scene with Fishing Boats
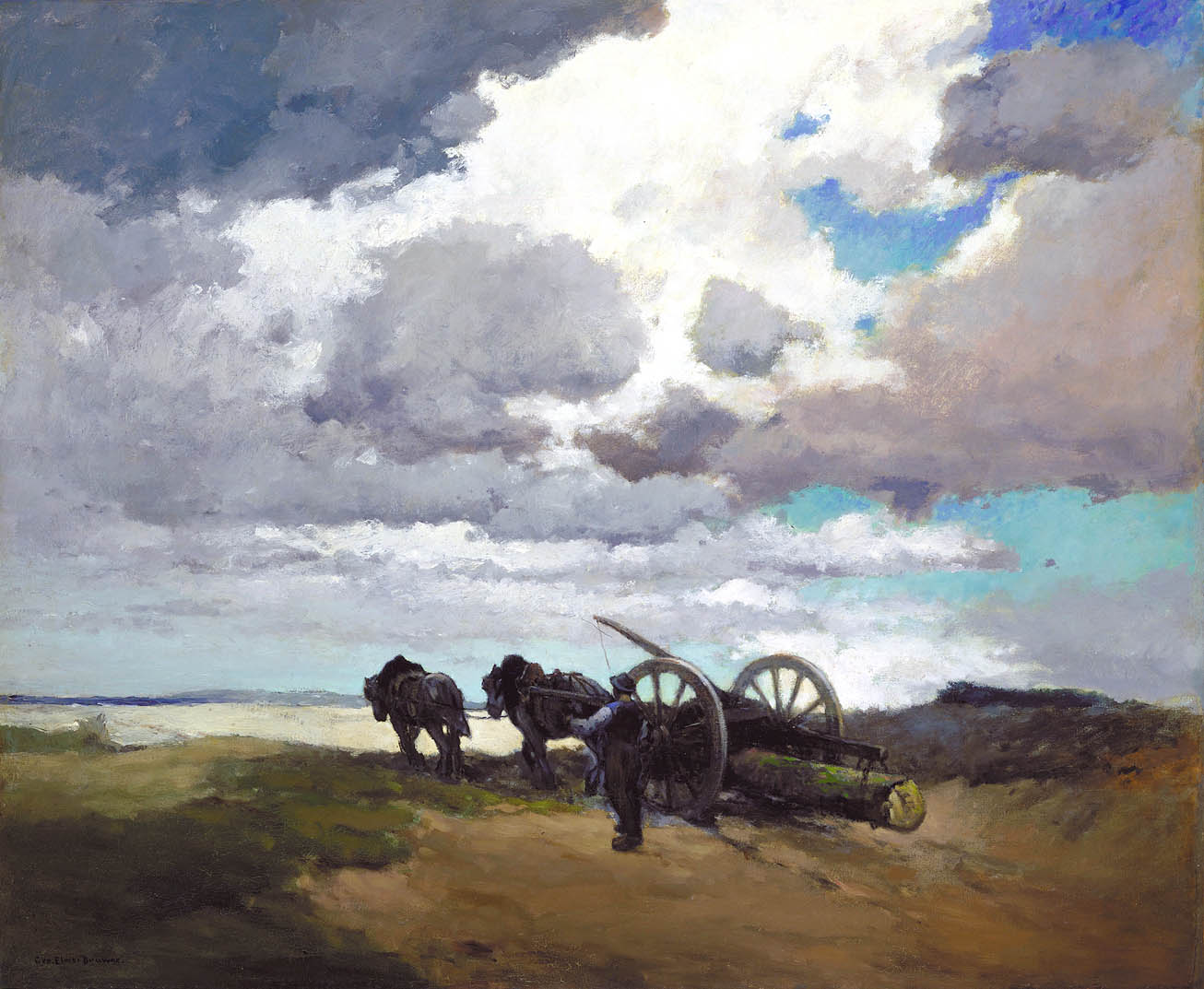
The Wain Team

Brownes Werke sind unter anderem im Smithsonian American Art Museum ausgestellt.